# Аделаида Монфератска
Вижте пояснителната страница за други личности с името Аделхайд.
Аделаида Монфератска или Алесина, Аделхайд (на немски: Adelaide von Montferrat; на италиански: Alesina di Monferrato, Alessia del Monferrato; * ок. 1237; † 6 февруари 1285) от род Алерамичи, е маркграфиня от Монферат и чрез женитба херцогиня на Брауншвайг-Люнебург и графиня на Холщайн-Итцехое и Шауенбург.

## Живот
Дъщеря е на маркграф Бонифаций II Монфератски (1203 – 1253) и на Маргарета от Савоя († 1254), дъщеря на граф Амадей IV от Савоя († 1253). Сестра е на Вилхелм VII († 1292) и Теодора, омъжена за граф Герардо Делла Герардеска.
Аделаида се сгодява на 6 октомври 1262 г. и се омъжва на 1 ноември 1266 г. за Албрехт I (1236 – 1279), херцог на Брауншвайг и Люнебург от род Велфи. Тя е втората му съпруга.
След смъртта на нейния съпруг през 1279 г. тя поема регентството за синовете си заедно с Конрад I, епископ на Ферден (1269 – 1300), братът на Албрехт. Тя се омъжва втори път ок. 1280 (1282) г. за Герхард I от Холщайн (1232 – 1290), граф на Холщайн-Итцехое и Шауенбург. Тя е втората му съпруга. Двамата нямат деца.

## Деца
Аделаида и Албрехт имат децата:
- Хайнрих I фон Брауншвайг-Грубенхаген (1267 – 1322), херцог на Брауншвайг и Люнебург и Грубенхаген
- Албрехт II (1268 – 1318), херцог на Брауншвайг-Люнебург, Волфенбютел и Гьотинген
- Вилхелм I (1270 – 1292), херцог на Брауншвайг-Люнебург
- Ото († 1346)
- Лотар (1275 – 1335), от 1331 до 1335 осемнадесети Велик магистър наТевтонския орден.
- Мехтхилд (1276 – 1318), ∞ 1310/12 Хайнрих III, херцог на Глогау и Саган
- Конрад († 1303)